# سانت بريوك (كورنوال)
سانت بريوك (بالإنجليزية: St Breock)‏ هي قرية و أبرشية مدنية تقع في المملكة المتحدة في إنجلترا.  يقدر عدد سكانها بـ 725 نسمة .